# Paran'ga
Paran'ga (in russo Параньга́?) è un insediamento di tipo urbano, centro amministrativo del distretto Paran'ginskij della Repubblica dei Mari, in Russia. Fondata nel 1552, ha ottenuto lo status di insediamento di tipo urbano nel 1974. Nel 2023 contava 5 267 abitanti. La cittadina si trova 95 km a est della capitale Joškar-Ola.